# Educated Fish
Educated Fish ist ein US-amerikanischer animierter Kurzfilm von Dave Fleischer aus dem Jahr 1937.

## Handlung
Die A.B.Sea School For Fish tief am Meeresboden: Kurz vor Schulbeginn toben die kleinen Fische und Tintenfische herum, bevor sie von der Lehrerin zum Unterricht gerufen werden. Ein kleiner Fisch weigert sich, zur Schule zu gehen, und muss von der Lehrerin mit einem Fischnetz eingefangen werden. In der Schulstunde, in der die Fische etwas über die Gefahren des Angelns lernen, ist der kleine Fisch unaufmerksam und beschießt schließlich die Lehrerin mit Steinen – sie sperrt ihn in die Schulbibliothek ein.
Der kleine Fisch interessiert sich nicht für die Bücher, sondern schwimmt aus einem Fenster davon. Er trifft auf einen Regenwurm, der auf einem Angelhaken sitzt, und flirtet mit ihm. Der Wurm schlägt ihn mit einer Keule k.o. und hängt ihn am Angelhaken an, der sich nun zur Wasseroberfläche bewegt. Trotz verzweifelter Fluchtversuche kann sich der Fisch nicht losreißen. Erst, als er bereits im Anglerboot liegt, gelingt ihm der Sprung zurück ins Wasser. Eilig schwimmt er zurück zur Schule und verspricht der Lehrerin, nie mehr ein ungezogener Fisch zu sein.

## Produktion
Educated Fish wurde in Technicolor gedreht. Der Kurzfilm erschien als Teil der Fleischer-Trickfilmserie Color Classics am 29. Oktober 1937.

## Auszeichnungen
Educated Fish wurde 1938 für einen Oscar in der Kategorie „Bester animierter Kurzfilm“ nominiert, konnte sich jedoch nicht gegen Die alte Mühle durchsetzen.